# 第46独立突撃大隊 (ウクライナ陸軍)
第46独立突撃大隊ドンバス（だい46どくりつとつげきだいたいドンバス、ウクライナ語: 46-й окремий штурмовий батальйон «Донбас»）は、ウクライナ陸軍の大隊のひとつ。第54独立機械化旅団隷下。

## 概要
2015年1月17日、ウクライナ国家親衛隊のドンバス大隊を基幹に、第46独立特務大隊ドンバス・ウクライナとして、オルロフシチナで創設され、2015年8月からドンバス戦争に投入された。
2016年3月、コロミア駐屯の第10独立山岳強襲旅団に配属された。
2017年1月、バフムート駐屯の第54独立機械化旅団に転属した。
2019年12月5日、ウォロディミル・ゼレンスキー大統領から、軍旗と「ドンバス」の名誉称号を授与され、第46独立突撃大隊ドンバスに改称した。

### ロシアのウクライナ侵攻
2021年11月から、ドンバス戦争でドネツィク州マリンカに配置されていたため、ロシアのウクライナ侵攻はそのまま開戦した。
2022年3月、ドネツィク州マリウポリ市外に投入された。
2022年9月上旬、ドネツィク州シヴェルシクに投入された。

## 編制
- 大隊本部（ロゾバヤ）
- 第1中隊
- 第2中隊
- 榴弾砲中隊
- 迫撃砲中隊
- 戦車中隊
- 偵察隊
- 飛行隊
- 後方支援隊